# Światowa Konwencja Kościołów Chrystusowych
Światowa Konwencja Kościołów Chrystusowych – międzynarodowa organizacja chrześcijańska łącząca wspólnoty protestanckie należące do nurtu Kościołów Chrystusowych, zapoczątkowanego w Stanach Zjednoczonych w czasach Drugiego Wielkiego Przebudzenia przez Thomasa Campbella.
Pierwsze zebranie konwencji miało miejsce w Waszyngtonie w roku 1930. 
Światowe zgromadzenia organizacji odbywają się zwykle co 4 lata.
W 2012 roku zgromadzenie odbyło się w Goiânia w Brazylii
Kolejne planowane jest na rok 2017 w Nowym Delhi w Indiach.
Biuro Światowej Konwencji mieści się w Nashville w Tennessee. Sekretarzem generalnym jest Gary Halloway.